# Glacière d'Étel
La glacière d'Étel est une glacière située à Étel dans le Morbihan (France).

## Localisation
Le bâtiment est situé entre le cours des Quais et la rue de la Glacière, dans le port d'Étel, en face de la station de sauvetage en mer.

## Historique
Une première glacière est construite sur le port en 1927, afin de produire la glace utile à la conservation des poissons (essentiellement des thons) ramenés par les bateaux de pêche. Avec la croissance de la flottille, une deuxième usine est construite sur le port en 1946,, produisant davantage de glace : 60 tonnes par jour, et jusque 100 tonnes les jours de forte demande.
Cet équipement est abandonné dans les années 1990, à cause, d'une part, de la décroissance des flottes et des prises et, d'autre part, de l'équipement en systèmes frigorifiques directement dans les navires.
La municipalité, propriétaire du bâtiment, entame une vaste rénovation du bâtiment en 2018, visant notamment le transfert du musée des Thoniers dans l'édifice, et l'accueil d'un bureau touristique, à l'horizon 2021.
Le 10 mars 2019, l'édifice est sélectionné comme un des 18 sites emblématiques du loto du patrimoine du 14 juillet 2019. Les fonds récoltés par ce biais serviront à la restauration et l'étanchéité de la structure, l'installation d'équipements de production d'énergie renouvelable, la restauration et l'aménagement du rez-de-chaussée, l'aménagement des étages « en blanc ».

## Architecture
Le bâtiment est construit en béton armé et parpaings de ciment, selon un plan quadrangulaire. L'intérieur est divisé en deux vaisseaux parallèles, le toit de chacun d'entre eux étant formé d'une voûte en berceau. La glace était produite et pilée à l'étage, puis stockée au rez-de-chaussée dans des locaux réfrigérés.